# Drogheda United Football Club 2009
Questa voce raccoglie le informazioni riguardanti il Drogheda United Football Club nelle competizioni ufficiali della stagione 2009.

## Stagione
Dopo aver perso, in sede di calciomercato, quasi tutto l'organico che due anni prima aveva vinto il titolo nazionale, il Drogheda United (affidato da Alan Mathews, alla guida tecnica di una rosa composta quasi interamente da semiprofessionisti) disputò una stagione di bassa classifica in cui colse la salvezza solamente grazie alla vittoria nello spareggio sul Bray Wanderers

## Rosa
| N. |                             | Ruolo | Calciatore      |
| -- | --------------------------- | ----- | --------------- |
| -  | Galles (bandiera)           | P     | Steve Williams  |
| -  | Irlanda (bandiera)          | P     | Paul Skinner    |
| -  | Stati Uniti (bandiera)      | D     | Jamie Duffy     |
| -  | Irlanda (bandiera)          | D     | Conor Kenna     |
| -  | Irlanda (bandiera)          | D     | Alan McNally    |
| -  | Irlanda del Nord (bandiera) | D     | Scott Gibb      |
| -  | Scozia (bandiera)           | D     | Austin McCann   |
| -  | Irlanda (bandiera)          | D     | Mick Clarke     |
| -  | Irlanda (bandiera)          | D     | Eoghan Osbourne |
| -  | Irlanda (bandiera)          | C     | John Paul Kelly |
| -  | Irlanda (bandiera)          | C     | Mark Duggan     |
| -  | Irlanda (bandiera)          | C     | Gavin Whelan    |
| -  | Irlanda (bandiera)          | C     | Ian Ryan        |
| -  | Irlanda (bandiera)          | C     | Robbie Clarke   |
| -  | Irlanda (bandiera)          | C     | Eric McGill     |

| N. |                        | Ruolo | Calciatore       |
| -- | ---------------------- | ----- | ---------------- |
| -  | Irlanda (bandiera)     | C     | Paul Shiels      |
| -  | Irlanda (bandiera)     | C     | David O'Connor   |
| -  | Irlanda (bandiera)     | C     | Brian King       |
| -  | Irlanda (bandiera)     | C     | Brendan McGill   |
| -  | Irlanda (bandiera)     | C     | Shaun Williams   |
| -  | Irlanda (bandiera)     | C     | James Chambers   |
| -  | Irlanda (bandiera)     | C     | Mark Salomon     |
| -  | Irlanda (bandiera)     | C     | Darragh McNamara |
| -  | Inghilterra (bandiera) | A     | Shane Barrett    |
| -  | Inghilterra (bandiera) | A     | Guy Bates        |
| -  | Irlanda (bandiera)     | A     | Robert Martin    |
| -  | Irlanda (bandiera)     | A     | Paul Crowley     |
| -  | Irlanda (bandiera)     | A     | Ross Gaynor      |
| -  | Irlanda (bandiera)     | A     | Robbie Farrell   |

## Statistiche

### Statistiche di squadra
| Competizione      | Punti | Totale | Totale | Totale | Totale | Totale | Totale | D.R. |
| Competizione      | Punti | G      | V      | N      | P      | Gf     | Gs     | D.R. |
| ----------------- | ----- | ------ | ------ | ------ | ------ | ------ | ------ | ---- |
| League of Ireland | 32    | 36     | 7      | 11     | 18     | 32     | 50     | -18  |
| Totale            | -     | -      | -      | -      | -      | -      | -      | -    |

### Statistiche dei giocatori
| Giocatore    | Campionato | Campionato | Campionato | Campionato |
| Giocatore    | Pres       | Gol        | Am         | Esp        |
| ------------ | ---------- | ---------- | ---------- | ---------- |
| Barrett      | 15         | 4          | -          | -          |
| Bates        | 14         | -          | -          | -          |
| Chambers     | 34         | 8          | 3          | 1          |
| M. Clarke    | 3          | -          | -          | -          |
| R. Clarke    | 15         | -          | -          | -          |
| Crowley      | 31         | 1          | 2          | -          |
| Duffy        | 31         | 4          | 1          | -          |
| Duggan       | 7          | 1          | -          | -          |
| Farrell      | 11         | 1          | -          | -          |
| Gaynor       | 15         | 1          | -          | -          |
| Gibb         | 11         | 1          | 3          | 1          |
| Kelly        | 5          | -          | 1          | -          |
| Kenna        | 34         | 4          | 2          | 1          |
| Martin       | 25         | 1          | -          | -          |
| McCann       | 1          | -          | -          | -          |
| McGill       | 17         | 1          | 2          | -          |
| McNally      | 33         | -          | 1          | -          |
| McNamara     | 1          | -          | -          | -          |
| Osbourne     | 6          | -          | -          | -          |
| Ryan         | 27         | 1          | 1          | -          |
| Salmon       | 3          | -          | -          | -          |
| Skinner      | 13         | -          | -          | -          |
| Sh. Williams | 1          | -          | -          | -          |
| St. Williams | 36         | -          | -          | -          |
| Whelan       | 12         | -          | -          | -          |